# Йон Кувлунг
Йон Кувлунг (д/н — 1188) — претендент на трон короля Норвегії з 1186 до 1188 року. Походив з династії Інглінгів, учасник громадянської війни.

## Життєпис
Син Інге I, короля Новрегії, та королівської коханки, ім'я якої невідоме. Як позашлюбний син практично не мав прав на трон. Втім з початком тривалих війна за владу у Норвегії у 1170-1180-х роках Йон теж здобув владу.
На час захоплення влади Сверріром I Йон був монахом у монастирі говедея поблизу Осло. Звідси його прізвисько «кувлунг» — від норвезького «кувл» — плащ монаха.
У 1185 році прихильники Йона повстали у південній Норвегії, захопивши Осло. Згодом у 1186 році на тінгу у Тонсберзі оголосили його королем. При підтримці багатьох аристократів та деяких єпископів Йон I оволодів східною та західною Норвегією. Восени кувлунги зненацька захопили столицю Нідарос (сучасний Тронгейм), втім не змогли захопили нещодавно збудований замок Сверрірборг. Не маючи змоги здолати опір його захисників Йон I відступив. Після цього почалися невдачі у кувлунгів — у 1188 році вони здали важливу фортецю Тонсберг й відступили до Бергена. Тут у морській битві вони зазнали поразки, а сам Йон I загинув.